# 特集みんなのうた
『特集みんなのうた』（とくしゅうみんなのうた）は、1965年から不定期に放送された『みんなのうた』関連番組。開始当初は『みんなのうた特集』というタイトルで、1969年12月より改題された。当初はモノクロ映像・モノラル音声放送だったが、映像は1970年3月22日放送からカラー放送を開始、音声は1982年11月3日放送からステレオ放送となった。
放送時間は15分間で、曲数は6曲。ほとんどが総合テレビでの放送だったが、教育テレビで放送された例もある。
なお開始当初は放送時間が決まっておらず、また通常番組と異なり局アナが直接出演する形式も行っていたが、1970年からは通常番組と同じ形式で行う様になった。

## 放送楽曲一覧

### 1960年代
- 1965年3月20日
  - おお牧場はみどり
  - 花のまわりで
  - 禁じられた遊び
  - 踊ろう楽しいポーレチケ
  - 海賊の歌
  - わらいかわせみに話すなよ
  - 回転木馬
  - 錨をあげて
  - 白銀はまねくよ
- 1965年12月31日（ゲスト：東京放送児童合唱団、西六郷少年少女合唱団、杉並児童合唱団、藤城清治、久里洋二、荒谷俊治）
  - ゆかいに歩けば
  - 春の川で
  - 歌うよカッコー
  - ぼくらのトロイカ
  - まっかな秋
  - はさみとぎ（1965年版）（友竹正則）
- 1968年1月1日（人形劇『黒姫ものがたり』と合わせて『こどもと家庭におくる夕べ』というタイトルで放送）
  - 白銀はまねくよ
  - 小さな靴屋さん
  - 雪の降る町を
  - 線路はつづくよどこまでも（1962年版）
  - 地球を七回半まわれ（1965年版）
- 1968年1月2日（人形劇『雪の女王』と合わせて前日同様のタイトルで放送）
  - 世界一周
  - 街（伊東ゆかり）
  - さわると秋がさびしがる
  - 元気な仲間
- 1969年1月1日
  - いちばん熱い心のうた
  - 何かいいことあるらしい（天地総子）
  - あんまりみどりがあかるいから
  - ひざっこぞうマーチ
  - ぶんぬけた
- 1969年1月2日（ゲスト：西六郷少年少女合唱団）
  - ぼくらの空は四角くて
  - さわると秋がさびしがる
  - どこかがちがう
  - あだなのうた（スリー・グレイセス）
  - ぶたが逃げた（ジャッキー吉川とブルーコメッツ）
  - 勇気のうた
- 1969年1月3日
  - 風の子
  - おかあさんの顔
  - 雪になりたい（佐良直美）
  - いもうとはおなかがいたいんだ（九重佑三子）
  - 冬の夜
- 1969年12月29日（この回から正式に『特集みんなのうた』となる。）
  - 五匹のこぶたとチャールストン
  - 春風のドライブ
  - 山のスケッチ
  - トットトコ（坂本九）
  - 小さい秋みつけた（1962年版）（ボニー・ジャックス）
  - ぼくらの空は四角くて

### 1970年代
- 1970年3月22日（カラー放送）[1]
  - 長崎めがね橋（倍賞千恵子）
  - さっさか大阪
  - ラッパと少年
  - ケルンをつもう
  - 札幌の空
  - 高山にカンカコカン
- 1970年10月23日
  - ほんにうらうら（江利チエミ）
  - 長崎めがね橋（倍賞千恵子）
  - 松江の町は（諏訪マリー）
- 1970年12月31日（これ以降全てカラー放送）[2]
  - パンのマーチ（ペギー葉山、東京放送児童合唱団）
  - おれはひとりで（ケンと雄三）
  - ごめんなさい（なべおさみ）
  - トレロカモミロ（西六郷少年少女合唱団）
  - 泣き虫おばけ（ビリー・バンバン）
- 1971年8月6日：お国めぐりシリーズ
- 1971年12月31日：
  - 小さな木の実（1971年版）（大庭照子）
  - 流氷の町 網走（ジェリー藤尾）
  - わが名はカウボーイ
  - はるかに蝶は（由紀さおり）
  - それ行け3組（西六郷少年少女合唱団）
- 1973年3月19日（この後3月23日まで放送）
  - カンタ カナリート 〜風よりもかろやかに〜（ザ・ピーナッツ）
  - 木曽路はきょうも（森山良子）
  - マヌエロ（玉川砂記子、坂本児童合唱団）
  - 月ぬ美しゃ〜月がきれいなのは〜（赤い鳥）
- 1973年3月25日（この後3月30日まで放送）
  - 森の熊さん（ダークダックス）
  - こわれそうな微笑（大庭照子）
  - トランペット吹きながら（東京放送児童合唱団）
  - たとえば（トワ・エ・モワ）
- 1973年7月23日（この回から15分・6曲放送に固定）
  - 森の熊さん（ダークダックス）
  - 美しい星（ジェリー伊藤・ミシェル伊藤父娘）
  - さらばジャマイカ（英語版）（ボニージャックス）
  - 谷茶前の浜（東京放送児童合唱団）
- 1974年7月27日：海のうた山のうた
  - アルプス一万尺
  - さらばジャマイカ（ボニージャックス）
  - ふるさとのヨーデル（西六郷少年少女合唱団）
  - はるかなあなた（由紀さおり）
- 1974年12月29日：世界各国のうた
  - オブラディ・オブラダ（フォーリーブス）
  - 詩人が死んだとき
  - 洗濯ジャブジャブ
  - 誕生日のチャチャチャ（玉川砂記子、坂本児童合唱団）
  - さらばジャマイカ
  - 想い出のグリーングラス（英語版）（上條恒彦、東京放送児童合唱団）
- 1974年12月30日：日本各地の民謡・わらべ歌
  - ソーラン節（宍倉正信）
  - ちゃっきり節（弘田三枝子、ザ・シャデラックス）
  - 赤い山青い山白い山（小柳ルミ子）
  - 月ぬ美しゃ〜月がきれいなのは〜（赤い鳥）
  - コキリコの歌（1973年12月。伊藤京子、西六郷少年少女合唱団）
  - 竹田の子守唄（ペドロ&カプリシャス）
- 1974年12月31日：リクエスト曲
  - それ行け3組（西六郷少年少女合唱団）
  - 算数チャチャチャ（ペギー葉山、ヤング101）
  - 博多人形によせて（由紀さおり）
  - 小犬のプルー（1972年2月。本田路津子）
  - 森の熊さん（ダークダックス）
  - 小さな木の実（1971年10月）
- 1975年5月3日：タイトル不明
  - はるかに蝶は（由紀さおり）
  - カッパのクィクォクァ（一谷伸江、デューク・エイセス）
  - 走れ仔馬よ 牧場は五月
  - ひげなしゴゲジャバル（ペギー葉山）
  - デンデン虫のデン子さん（デューク・エイセス）
  - 動物園へ行こう（かまやつひろし、東映児童劇団）
- 1975年12月22日：お国めぐり
  - 佐渡の冬
  - 木曽路はきょうも（森山良子）
  - 阿波のおはなし
  - おどんが国は（水前寺清子）
  - 松江の町は（諏訪マリー）
  - さっさか大阪
- 1975年12月23日：子どものうた
  - 動物園へ行こう（かまやつひろし、東映児童劇団）
  - リンリン（東京荒川少年少女合唱隊）
  - カッパのクィクォクァ（一谷伸江、デューク・エイセス）
  - かぜよ ふけふけ（若子内悦郎、中沢厚子、東京放送児童合唱団）
- 1975年12月24日：若者のうた
  - はるかな友に
  - ヘイ!二才達（南沙織）
  - 鳩笛（長谷川きよし）
  - 遠い世界に（チューインガム）
  - さとうきび畑（1975年4月、ちあきなおみ）
  - さらば青春（田中健）
- 1975年12月25日：世界各国の歌を集めて
  - オブラディ、オブラダ（フォーリーブス）
  - 詩人が死んだとき（大庭照子）
  - 洗濯ジャブジャブ（ダーク・ダックス）
  - 誕生日のチャチャチャ（玉川砂記子、坂本児童合唱団）
  - さらばジャマイカ（ボニージャックス）
  - 想い出のグリーングラス（上條恒彦）
- 1975年12月26日：日本各地の民謡・わらべ歌を集めて
  - ソーラン節（宍倉正信）
  - ちゃっきり節（弘田三枝子、ザ・シャデラックス）
  - 赤い花白い花青い花（小柳ルミ子）
  - 月ぬ美しゃ〜月がきれいなのは〜（赤い鳥）
  - コキリコの歌（伊藤京子）
  - 竹田の子守唄（ペドロ&カプリシャス）
- 1975年12月27日：リクエスト曲
  - それゆけ3組（西六郷少年少女合唱団）
  - 算数チャチャチャ（ペギー葉山、ヤング101）
  - 博多人形によせて（由紀さおり）
  - 小犬のプルー（1971年版）（本田路津子）
  - 森の熊さん（ダーク・ダックス）
  - 小さな木の実（1971年版）（大庭照子）
- 1976年5月2日：子どものうた
  - くいしんぼうのカレンダー（やまがたすみこ、東京放送児童合唱団）
  - 子象の行進（田中星児、東京放送児童合唱団）
- 1977年5月5日：タイトル不明
  - ひげなしゴゲジャバル（ペギー葉山）
  - ぼくのプルー（岩崎宏美）
  - 洗濯ジャブジャブ
  - 赤い花白い花（ビッキーズ）
  - モッキン・バード・ヒル（上條恒彦）
  - 雨が空から降れば（小室等）

### 1980年代
ここからステレオ放送
- 1982年11月3日：ふるさとの四季 (1)
  - ちいさい秋みつけた（1982年10月）
  - かんかんからす（加藤登紀子）
  - 花いちもんめ
  - 遠い風紋（長谷川きよし）
  - 赤い山青い山白い山（小柳ルミ子）
  - 北風小僧の寒太郎（1974年12月。堺正章、東京放送児童合唱団）
- 1982年11月23日：ふるさとの四季 (2)
  - 宗谷岬（1982年4月。榊原まさとし）
  - 土湯讃歌
  - いかつり唄（五木ひろし）
  - ボクたち大阪の子どもやでェ（T・J・C）
  - 島原地方の子守唄（由紀さおり）
  - さとうきび畑（1975年4月。ちあきなおみ）
- 1983年1月15日：青春
  - 遠い世界に（チューインガム）
  - 切手のないおくりもの（1982年10月。財津和夫）
  - 赤い花白い花（ビッキーズ）
  - ローラー天国（串田アキラ）
- 1983年3月21日：春をうたう
  - この広い野原いっぱい（森山良子）
  - 風の向うに
  - おもいでのアルバム（1981年2月。ダークダックス）
  - 緑の小馬が生まれたら（大杉久美子）
  - シャッキシャキの転校生
  - 宗谷岬（1982年4月。榊原まさとし）
- 1983年9月23日：ゆかいなともだち
  - アヒルの行列（ザ・シャデラックス）
  - ひげなしゴゲジャバル（ペギー葉山）
  - 子象の行進（田中星児）
  - ロバちょっとすねた（アグネス・チャン）
  - オランガタン（惣領泰則とジムロックス）
  - 小犬のプルー（1982年12月。石川ひとみ）
- 1984年3月4日：ぼくのともだち
  - あさ おきたん
  - 泣いていた女の子
  - アップル パップル プリンセス（竹内まりや）
  - おねえちゃん（小室等）
  - ぼくのにっきちょう（小倉一郎）
  - エントツそうじの男の子（小椋佳）
- 1984年10月10日：ゆかいなともだち
  - ふたりで半分こ（堀江美都子）
  - アスタ・ルエゴ 〜さよなら月の猫〜（研ナオコ）
  - 悲しきマングース（田中星児）
  - ふたごのオオカミ大冒険
  - こだぬきポンポ（下条アトム）
  - ニャーンタイム（松本伊代）
- 1984年11月23日：さびしくないさ
  - ひとりぼっちの歌（クニ河内）
  - 雨が空から降れば（小室等）
  - 父さんのつくった歌
  - まあだだよ
  - かんかんからす（加藤登紀子）
  - わたしの紙風船（1983年4月。紙ふうせん）
- 1985年9月23日：たのしい家族
  - おふろのうた
  - おにいちゃんになっちゃった
- 1985年10月10日：最新ヒット曲集
  - ケンちゃん（工藤夕貴）
  - 火星のサーカス団（南佳孝）
  - めいわく団地
  - 旅立ち
  - まっくら森の歌（谷山浩子）
  - おふろのうた
- 1985年11月4日：かわいい仲間（1985年12月30日、数少ない教育テレビでの放送があった）
  - 恋するニワトリ（谷山浩子）
  - みんなおやすみ
  - パンダ・ダ・パヤッ（加茂晴美）
  - ロバちょっとすねた（アグネス・チャン）
  - 小犬のプルー（1982年12月。石川ひとみ）
  - わたしのにゃんこ（矢野顕子）
- 1985年12月30日：ハイライト (1)
  - まっくら森の歌（谷山浩子）
  - おふろのうた
  - ケンちゃん（工藤夕貴）
  - ラジャ・マハラジャー
  - 恋するニワトリ（谷山浩子）
  - ああおかしいね
- 1985年12月31日：ハイライト (2)
  - スシ食いねェ!（シブがき隊）
  - 空飛ぶ林檎（財津和夫）
  - 古いアルバム
  - 夢のウェディングベル
  - 火星のサーカス団（南佳孝）
  - ありがとう さようなら
- 1986年1月4日：冬を楽しく
  - 北風小僧の寒太郎（1974年12月。堺正章、東京放送児童合唱団）
  - エントツそうじの男の子（小椋佳）
  - こだぬきポンポ（下条アトム）
  - 枯れ葉の子守唄
  - 母さんは雪おんな（堀江美都子）
  - 雪まつり
- 1986年2月11日：わたしたちの学校
  - めいわく団地
  - それ行け3組（西六郷少年少女合唱団）
  - 星うらないキラキラ
  - せんせ ほんまにほんま
  - 上級生（森口博子）
  - ありがとう さようなら
- 1986年3月21日：おもいで
  - ありがとう さようなら
  - 覚えていますか
  - 古いアルバム
- 1986年4月6日：春です
  - 宗谷岬（1982年4月。榊原まさとし）
  - タニシちゃん（森田健作）
- 1986年4月29日：夢の国から
  - われないタマゴ（藤本房子）
  - 空飛ぶ林檎（財津和夫）
  - オランガタン（惣領康則とジムロックス）
- 1986年5月4日：男の子女の子
  - ケンちゃん（工藤夕貴）
  - ヒロミ（原田潤）
  - 山口さんちのツトム君
  - 泣いていた女の子
  - おねえちゃん（小室等）
  - 天使の羽のマーチ（上條恒彦）
- 1986年8月2日：海
  - 旅立ち
- 1986年8月24日：ともだち
  - ふたりで半分こ（堀江美都子）
  - ひいふうガラス窓（千昌夫）
  - ケンちゃん（工藤夕貴）
  - ひとりぼっちの歌（クニ河内）
- 1986年9月7日：風
  - かぜよ ふけふけ（若子内悦郎、中沢厚子、東京放送児童合唱団）
  - 遠い風紋（長谷川きよし）
  - 風ぐるま（小林幸子）
  - 赤鬼と青鬼のタンゴ（1984年12月。尾藤イサオ）
  - 赤い帽子（下成佐登子）
  - さとうきび畑（1975年4月。ちあきなおみ）
- 1986年12月7日：ふしぎ
  - へんな家!（レミー・ブリッカ）
  - テクテクマミー
  - メゲメゲルンバ
  - オランガタン（惣領康則とジムロックス）
  - キャベツUFO（工藤順子）
  - まるで世界（山田康雄）
- 1986年12月19日：冬（1991年12月の金曜日、30周年スペシャルとして放送された）
  - 北風小僧の寒太郎（1974年12月。堺正章、東京放送児童合唱団）
  - 白い道（1985年2月。北原ミレイ）
  - こだぬきポンポ（下条アトム）
  - 母さんは雪おんな（堀江美都子）
  - 美山の子守唄
  - 雪まつり
- 1986年12月30日：たべたいな（1991年12月の木曜日、30周年スペシャルとして放送された）
  - オナカの大きな王子さま（1983年2月。岸部シロー）
  - 虫歯のこどもの誕生日
  - スシ食いねェ!（シブがき隊）
  - くいしんぼうのカレンダー（やまがたすみこ、東京放送児童合唱団）
  - われないタマゴ（藤本房子）
  - カメレオン（シュガー）
- 1987年5月9日：おじいちゃんとおばあちゃん
  - おじいちゃんの子守唄
  - コンピューターおばあちゃん
  - おじいさんの電車
  - リンゴの森の子猫たち
  - 大きな古時計（1973年6月。）
  - ふたりは80才
- 1987年5月30日：お日さまみてるよ
  - あさ おきたん
  - へんな家!（レミー・ブリッカ）
  - 勇気ひとつを友にして（山田美也子）
- 1987年8月8日：おかしなおかしな歌
  - ナヤミの種（C-C-B）
  - しっぽのきもち（谷山浩子）
  - ヘンなABC（一条みゆ希、東京放送児童合唱団）
  - ふりむけばカエル（矢野顕子）
  - トレロカモミロ（西六郷少年少女合唱団）
  - コロは屋根のうえ
- 1987年8月15日：ぼくの家族
  - おにいちゃんになっちゃった
  - おふろのうた
  - おねえちゃん（小室等）
  - ファットマイズクリーニンザルーム
  - ぼくのにっきちょう（小倉一郎）
  - テクテクマミー
- 1987年11月1日：かわいいともだち
  - ニャーンタイム（松本伊代）
  - ふりむけばカエル（矢野顕子）
  - アヒルの行列
  - ショボクジラ・チビコブラ（東京放送児童合唱団）
  - 小犬のプルー（1982年12月。石川ひとみ）
  - いたずラッコ（水森亜土）
- 1988年3月12日：若さがいっぱい
  - ハートにホッチキス（太田貴子）
  - 上級生（森口博子）
  - ナヤミの種（C-C-B）
  - 古いアルバム
  - マイボーイ
  - 夢のウェディングベル
- 1988年6月18日：家族なかよく
  - おふろのうた
  - いじわる天気
- 1989年10月10日：たのしい学校（1991年12月の月曜日、30周年スペシャルとして放送された）
  - それ行け3組（西六郷少年少女合唱団）
  - 星うらないキラキラ
  - 学校坂道（さとう宗幸）
  - 転校生は宇宙人（BAKUFU-SLUMP)）
  - せんせほんまにほんま
  - ありがとう さようなら
- 1989年12月25日：かわいい動物たち（1991年12月の火曜日、30周年スペシャルとして放送された）
  - いたずラッコ（水森亜土）
  - パンダ・ダ・パヤッ（加茂晴美）
  - ぼくんちのチャボ（ホリイくんと先生）
  - ふたりで半分こ
  - わたしのにゃんこ（矢野顕子）
  - フラミンゴのワルツ（尾藤イサオ）
- 1989年12月26日：おもしろいせかい（1991年12月の水曜日、30周年スペシャルとして放送。1992年8月8日には、数少ない教育テレビでの放送があった）
  - 3D天国
  - キャベツUFO（工藤順子）
  - サボテンがにくい（山田邦子）
  - へんな家!（レミー・ブリッカ）
  - まっくら森の歌（谷山浩子）
  - メトロポリタン美術館

### 1990年代
- 1990年8月4日：海
  - 海へ来て
  - 南の島のハメハメハ大王
  - デッカイトットマーチ
- 1990年9月15日：大好きおじいちゃんおばあちゃん
  - おじいさんの電車
  - おばあちゃんの宝もの
- 1992年12月31日：くいしんぼうのうた
  - キッチン・レディー（大和田りつ子）
  - われないタマゴ（藤本房子）
  - くいしんぼうのカレンダー（やまがたすみこ、東京放送児童合唱団）
  - ねえ知ってるかい（田中星児）
  - 虫歯のこどもの誕生日
  - アップルパップルプリンセス（竹内まりや）

## 番組のカラー放送について
『みんなのうた』のレギュラー番組でのカラー化は1971年4月1日からであるが、この『特集みんなのうた』は、1970年3月22日にカラー放送を開始している。その為この特集番組は、レギュラー番組がモノクロ放送の時代でも、元の映像がカラーで制作された作品については、『特集みんなのうた』でカラー放送を行っていた。

## 参考資料
- NHKクロニクル